# KEZI
KEZI est une station de télévision américaine affilié au réseau ABC détenue par le groupe Heartland Media et située à Eugene dans l'Oregon sur le canal 9.

## Télévision numérique terrestre
| Canal virtuel | Image | Ratio | Programme                              |
| ------------- | ----- | ----- | -------------------------------------- |
| 9.1           | 720p  | 16:9  | Programmation principale KEZI / ABC HD |
| 9.2           | 480i  | 16:9  | Me-TV                                  |
| 9.3           | 480i  | 16:9  | Ion Television                         |